# Ta lư
Đàn Ta lư là nhạc cụ dây, phổ biến trong cộng đồng dân tộc Vân Kiều ở các tỉnh Quảng Bình, Quảng Trị, Việt Nam. Theo truyền thống của người Vân Kiều, đàn ta lư do nam giới sử dụng. Họ dùng nhạc cụ này trong lúc coi lúa trong chòi canh, lúc nghỉ ngơi trên nương hay lúc dạo chơi trong bản. Đàn Ta lư được phổ nhạc thành bài hát Tiếng đàn Ta lư vào năm 1967 và một bài hát nổi tiếng khác là bài Rừng xanh vang tiếng ta lư.

## Đặc điểm
Đàn ta lư không có hình dáng chuẩn mực. Nó có thể làm bằng một khúc gỗ, một ống tre hay một đoạn tre gốc đính cả tre.Ta lư không có bộ phận tăng âm. Người ta làm thân đàn bằng một khúc gỗ đặc. Nếu đàn làm bằng đoạn gốc tre có cả củ thì củ tre đặc được gọt đẽo thành bầu đàn, ống tre phía trên củ được vát để làm cần đàn. Tuy nhiên, hiện nay có loại đàn ta lư làm bằng ống tre có hai đầu mấu kín. Người ta bổ dọc ống này thành hai phần không đều nhau rồi lấy phần nhỏ hơn làm đàn. Họ lấy 1 mảnh mo măng tre bịt phía dưới ống để làm bộ phận tăng âm. Phần còn lại phía trên được vát làm cần đàn.
Đàn ta lư không có kích thước chuẩn, thông thường toàn bộ chiều dài của đàn khoảng 60 cm, riêng phần cần đàn khoảng 40 cm. Nhạc cụ này có 2 dây bằng sợi dứa dại se lại, điều chỉnh độ cao cách nhau quãng bốn hoặc quãng năm tùy theo địa phương thiết kế. Do không có bộ phận tăng âm nên tiếng đàn nhỏ và mảnh, cao độ âm thanh không chuẩn lắm. Nếu là đàn tre người ta đánh 2 dây buông, nếu là đàn gỗ thì có thể dùng những ngón tay trái bấm lên dây, tạo thành những âm khác nhau khi khảy đàn.